# 北洋
北洋，原指中國華北靠海一帶的疆域，一般是指渤海、黄海，朝鲜半岛四周，如奉天省（今遼寧省）、直隷省（今河北省、北京市、天津市）、山東省。 
由「北洋」一詞延伸出許多關於「北洋」的詞彙，如“北洋大臣”、“北洋水师”、“北洋政府”、“北洋军阀”、“北洋武備學堂”、“北洋大学”、“北洋拳術館”。这些词均源自李鸿章中堂擔任北洋大臣以後。以李鴻章為濫觴的晚清與民國要員们，在以天津为中心的政治、军事、商业、教育等活动，李鸿章之後，下一個北洋派的著名領袖為袁世凱。

## 相關
- 東洋
- 南洋
- 西洋